# Bartolomeo Bimbi
Bartolomeo Bimbi (né le 15 mai 1648 à Settignano, frazione de Florence en Toscane, mort le 14 janvier 1729 dans cette même ville) est un peintre italien de natures mortes qui a été actif dans sa ville natale à la fin du XVIIe et au début du XVIIIe siècle.

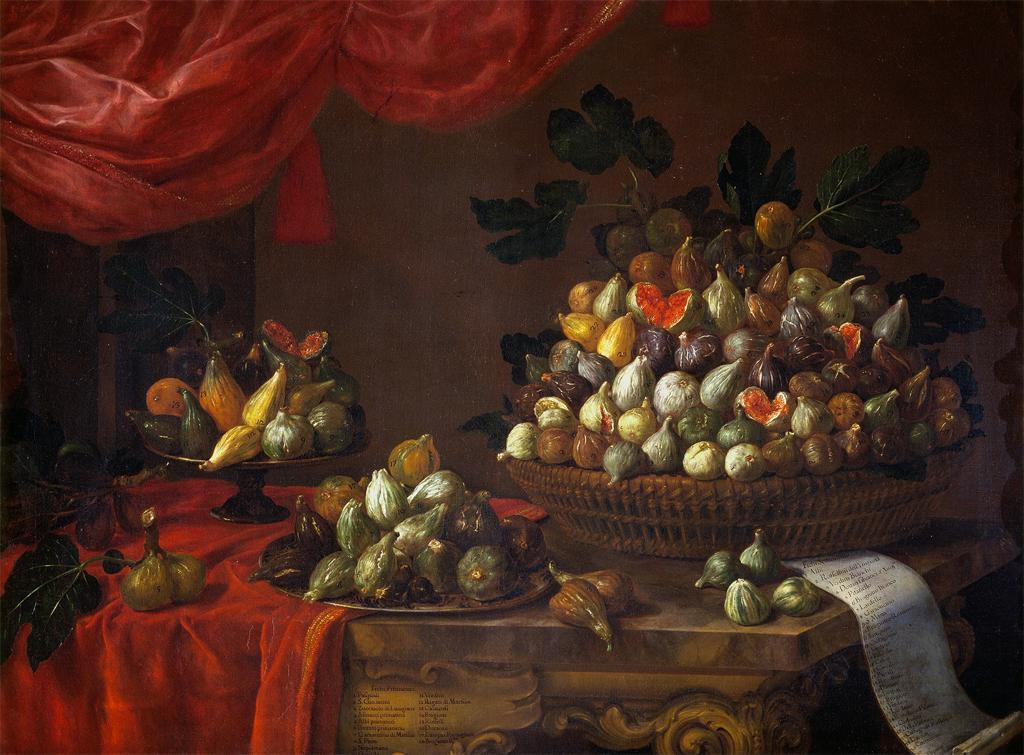
Fichi (Figues), œuvre datée de 1696, (les différentes variétés sont énumérées sur le bord de la table).

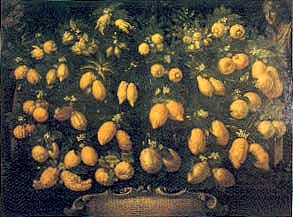
Collection Medicis, Citrus,1715.

## Biographie
Bartolomeo Bimbi fut l'élève de Lorenzo Lippi et d'Onorio Marinari, et à Rome de Mario de'Fiori.
Bimbi a en partie perpétué la tradition de Jacopo Ligozzi, mais fut initié à la peinture des fleurs par Agnolo Gori qui le présenta à Cosme III et au prince Ferdinand de Médicis. À partir de 1685, il exécuta pour ce dernier de nombreuses œuvres de tableaux d'animaux, de fleurs et de fruits, représentations d'après nature, d'une extrême précision scientifique. Pour cela il utilisait le savoir de spécialistes comme Redi, qui analysait les nouvelles espèces apportées à l'artiste pour être peintes et accrochées dans les villas médicéennes.
Les nombreuses commandes de ses clients encouragèrent la réalisation de grands tableaux de la faune pour la Villa Medicea dell'Ambrogiana, de la flore pour la Villa Medicea di Castello et des fruits pour le pavillon de chasse de la Topaia, sur les hauteurs de la résidence du Castello.
Aujourd'hui, la plupart de ses œuvres se trouvent dans le musée de la nature morte qui occupe le second et dernier étage de la Villa médicéenne de Poggio a Caiano. Elles témoignent d'une exceptionnelle « biodiversité » de la Toscane de jadis, et reproduisent avec précision, même les défauts dus aux maladies et aux parasites. Elles font l'objet de recherches historico-botaniques par le Conseil national de la recherche  et de diverses universités qui souhaitent sauvegarder des espèces menacées d'extinction ou de récupérer des variétés horticoles disparues.

## Œuvres
Œuvres commandées par Cosme III pour le pavillon de chasse de la Topaia :
- Conservées dans le Musée de la nature morte : 
  - Cerises dans un paysage, 1699, huile sur toile, 116 × 155 cm
  - Poires, 1699, huile sur toile, 207 × 264 cm
  - Raisins, 1700, huile sur toile, 174 × 228 cm
  - Agrumes, huile sur toile, 199 × 245 cm
- Conservées au Palais Pitti à Florence :
  - Régime de dattes, 1720, huile sur toile, 95 × 77 cm
  - Tournesol, huile sur toile, 101 × 78 cm

## Sources
- National Gallery Art exhibition titled The Flowering of Florence ; Art botanique des Médicis

1. ↑  Marinella Mosco, « Biographies », dans Mina Gregori, Le Musée des Offices et le Palais Pitti, Paris, Éditions Place des Victoires, 2000 (ISBN 2-84459-006-3), p. 659
2. ↑  Mina Gregori (trad. de l'italien), Le Musée des Offices et le Palais Pitti : La Peinture à Florence, Paris, Editions Place des Victoires, 2000, 685 p. (ISBN 2-84459-006-3), p. 422-427

- (en) Cet article est partiellement ou en totalité issu de l’article de Wikipédia en anglais intitulé « Bartolomeo Bimbi » (voir la liste des auteurs).